# Lorenzo Casoni

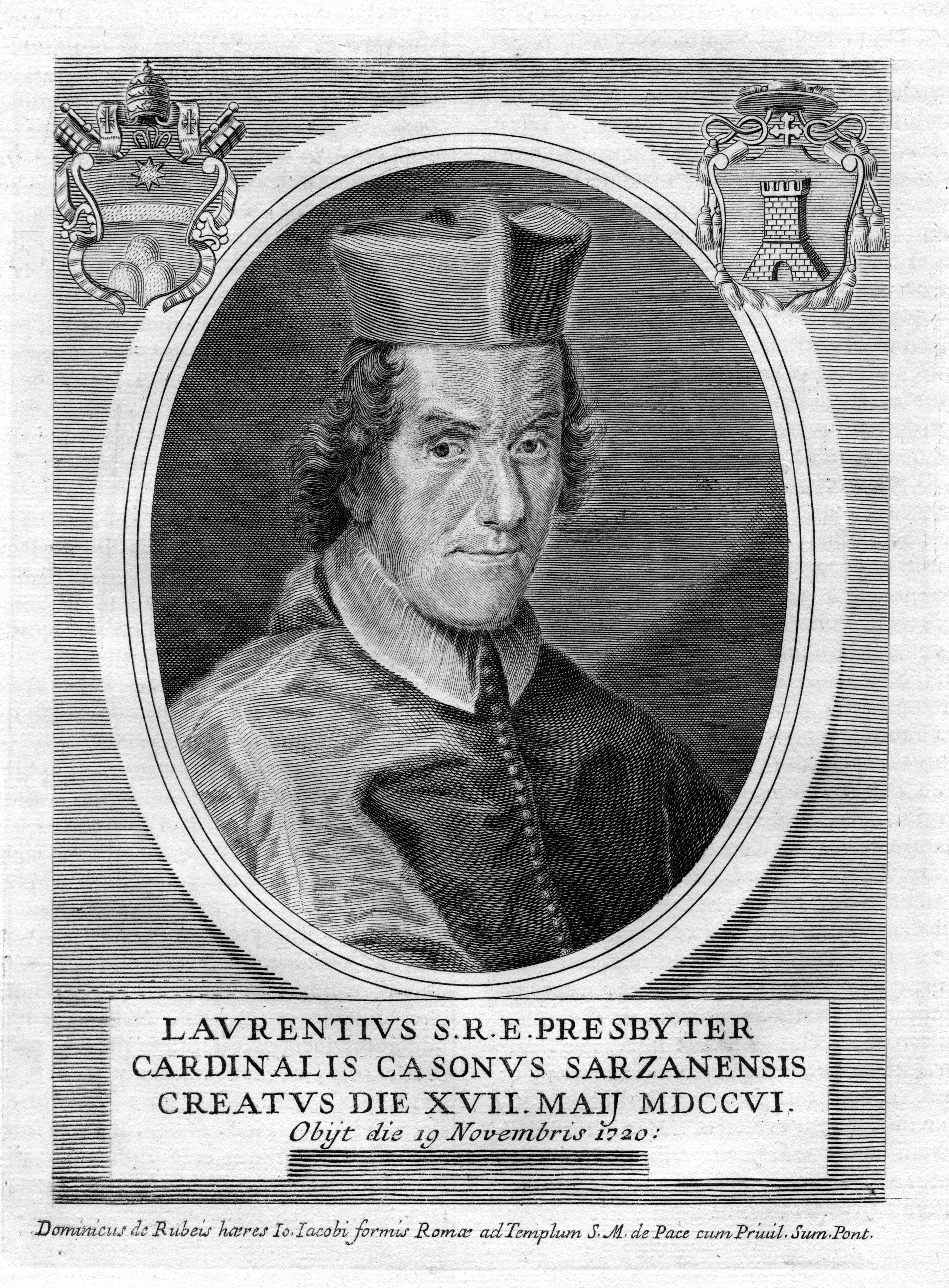
Lorenzo Kardinal Casoni

Kardinalswappen (modernes Schema)

Lorenzo Casoni, latinisiert Lorenzo Casonus, (* 16. Oktober 1645 in Sarzana; † 19. November 1720 in Rom) war ein italienischer Kardinal der Römischen Kirche.

## Leben
Lorenzo Casoni stammte aus einer adeligen Familie, seine Eltern waren der Graf von Villanova Niccolò Casoni und dessen Gemahlin Giulia geb. Petriccioli.
Er begleitete 1678–1679 Aloysius Bevilacqua (* 1616; † 22. April 1679), den Lateinischen Patriarchen von Alexandria, als dieser als nuntius extraordinarius am Kongress von Nijmegen teilnahm, um den Friedensvertrag zwischen Frankreich und Holland zu unterzeichnen.
Am 3. März 1690 wurde er zum Titularerzbischof von Caesarea in Cappadocia ernannt, unter Dispens davon, dass er weder die Weihe zum Diakon noch die Priesterweihe empfangen hatte. Die Bischofsweihe spendete ihm am 12. März 1690 Kardinal Francesco Nerli. Ab dem 4. März 1690 war Lorenzo Casoni Nuntius in Neapel; am 23. März desselben Jahres wurde er zum Päpstlichen Thronassistenten ernannt.
Im Konsistorium vom 17. Mai 1706 kreierte Papst Clemens XI. ihn zum Kardinal und bestimmte ihm am 25. Juni 1706 zum Kardinalpriester der Titelkirche San Bernardo alle Terme. Am 7. November 1707 wurde Lorenzo Casoni Apostolischer Legat in Ferrara, nachdem er diese Legation zuvor zweimal abgelehnt hatte; während seiner Amtszeit eroberten kaiserliche Truppen Comacchio und belagerten Ferrara; er verließ die Stadt am 2. Dezember 1709. Vom 9. September 1709 bis zum 10. April 1714 war Lorenzo Casoni Legat in Bologna, während seiner Amtszeit wütete dort die Pest. Als einer der Generalinquisitoren nahm Lorenzo Casoni die Absage Kurfürst Friedrich Augusts von Sachsen vom Luthertum entgegen, damit dieser den polnischen Thron besteigen konnte. Lorenzo Casoni wechselte am 21. Januar 1715 zur Titelkirche San Pietro in Vincoli. Ebenso wie Kardinal Enrico Noris gehörte Lorenzo Casoni zu den Gegnern der Jesuiten. In der Kathedrale von Sarzana stiftete er eine Kreuzkapelle, die er mit wertvollem Marmor und exquisiten Gemälden ausschmücken ließ; dort ließ er zwei Denkmäler für seine Förderer, die Päpste Innozenz XII. und Clemens XI., aufstellen.
Lorenzo Casoni starb am 19. November 1720 gegen zehn Uhr abends. Er wurde in seiner römischen Titelkirche San Pietro in Vincoli beigesetzt.